# Jezusov rodovnik
Nova zaveza vsebuje dve poročili o Jezusovem rodovniku, enega v Matejevem evangeliju in drugega v Lukovem evangeliju. Matej začne z Abrahamom, Luka pa z Adamom. Seznama sta med Abrahamom in Davidom enaka, a se od tega bistveno razlikujeta. Matej ima od Davida do Jožefa sedemindvajset generacij, Luka pa dvainštirideset, pri čemer se imena na obeh seznamih skoraj ne prekrivajo, ker Luka pravi, da je bil Heli.(Mt 1,16; Lk 3,23)
Tradicionalni krščanski učenjaki (začenši z Afrikancem in Evzebijem)) so predstavili različne teorije, s katerimi želijo razložiti, zakaj so rodovi tako različni, na primer Matejevo poročilo sledi Jožefovi liniji, Lukovo pa Marijini. Nekateri sodobni kritični učenjaki, kot sta Marcus Borg in John Dominic Crossan, trdijo, da sta oba rodoslovja izuma, namenjena uskladitvi mesijanskih trditev z judovskimi merili.

## Rodovnik Jezusovih prednikov iz Matejevega evangelija
Matej (Mt 1,2-17) začne evangelij, »Zapis o izvoru Jezusa Kristusa, Davidovega sina, Abrahamovega sina: Abraham je rodil Izaka, …« in nadaljuje, dokler »... Jakob ni rodil Jožefa, mož Marije, ki se ji je rodil Jezus, ki se imenuje Kristus. Tako je bilo od Abrahama do Davida štirinajst rodov, od Davida do izgnanstva v Babilon štirinajst in od izgnanstva do Kristusa štirinajst.«
Matej že od samega začetka poudarja Jezusov naslov Kristus - grški prevod hebrejskega naslova Mesija - kar pomeni 'maziljenec' v smislu maziljenega kralja. Jezus je predstavljen kot težko pričakovani Mesija, ki naj bi bil potomec kralja Davida. Matej začne tako, da Jezusa kliče Davidov sin, kar označuje njegovo kraljevsko poreklo, in tudi Abrahamov sin, kar kaže, da je bil Izraelec; obe sta besedni zvezi, v kateri sin pomeni 'potomec', ki spominja na obljube, ki jih je Bog dal Davidu in Abrahamu.
Matejev uvodni naslov (βίβλος γενέσεως, 'knjiga generacij') je bil interpretiran na različne načine, vendar je najverjetneje zgolj naslov za rodoslovje, ki sledi, in odraža uporabo Septuaginte iste fraze za rodoslovje.

### 14 rodov Abrahama do Davida
Abraham je imel sina Izaka,

Izak Jakoba,

Jakob Juda in njegove brate,

Juda je s Tamáro imel sina Ezroma,

Ezrom Arama,

Aram Amínadaba,

Amínadab Naásona,

Naáson (tudi Nahšon) Salmona,

Salmon z Ràhabo sina Boóza,

Boóz (tudi Boaz) z Ruto sina Obesa,

Obes Jéseja,

Jése pa je imel sina kralja Davida.

### 14 rodov od Davida do preselitve v Babilon
Kralj David je z Urijevo imel sina Salomona,

Salomon je imel sina Roboama,

Roboam Abija,

Abija Aza,

Aza Jozafata,

Jozafat Jorama,

Joram Ozija, 

Ozija Joatama,

Joatam Ahaza,

Ahaz Ezekija,

Ezekija Manaseja,

Manase Amona,

Amon Josija,

Josija pa je imel sina Jehonija in njegove brate ob preselitvi v Babilon.

### 14 rodov od preselitve v Babilon do Jezusa
In po preselitvi v Babilon je Jehonija imel sina Salatijela,

Salatijel Zerubabela,

Zerubabel Abiuda,

Abiud Eliakima,

Eliakim Asorja,

Asor Sadoka,

Sadok Ahima,

Ahim Eliuda,

Eliud Eleazarja,

Eleazar (tudi Lazar) Matana,

Matan Jakoba,

Jakob pa je imel sina Jožefa, moža Marije, iz katerej je bil rojen Jezus, ki je Kristus.

Število vseh navedenih rodov je 42. 

## Rodovnik Jezusovih prednikov iz Lukovega evangelija
V Lukovem evangeliju se rodoslovje pojavlja na začetku Jezusovega javnega življenja. Ta različica je v naraščajočem vrstnem redu od Jožefa do Adama. Po pripovedovanju o Jezusovem krstu v Luku Lk 3,23–38 piše: »Jezus sam je bil star približno trideset let in je (kot naj bi bil) Jožefov sin, ki je bil [sin] Helijev, .. . «(3,23) in nadaljuje do »Adama, ki je bil [Božji sin].« (3,38) Grško besedilo Lukovega evangelija ne uporablja besede 'sin' v rodoslovju za 'Jožefov sin'. Robertson ugotavlja, da v grščini »ima Luka članek, ki ponavlja uiou (sin), razen pred Jožefom.«
To rodoslovje izvira iz Davidove linije preko Natana, ki je sicer malo znan Davidov sin, na kratko omenjen v Stari zavezi.(1 Krn 3,5; pa tudi Zah 12,12)
Luka se je v Davidovih prednikih popolnoma strinjal s staro zavezo. Cainan je vključen med Arfaksada in Šelah, po besedilu Septuaginte (čeprav ni vključen v masoretsko besedilo, ki mu sledi večina sodobnih Biblij).
Avguštin iz Hipona ugotavlja, da je v Lukovi knjigi število generacij 77, število, ki simbolizira odpuščanje vseh grehov.Mt 18,21–22 To štetje se strinja tudi s sedemdesetimi rodovi iz Enoha, predstavljenimi v Enohovi knjigi, ki jih je Luka verjetno poznal. Čeprav Luka nikoli ne šteje generacij kot Matej, se zdi, da je sledil tudi hebdomadskemu principu dela v sedmih. Vendar Irenej Lyonski šteje le 72 generacij od Adama.